# The A.B.C. of Love
The A.B.C. of Love er en amerikansk stumfilm fra 1919 af Léonce Perret.

## Medvirkende
- Mae Murray - Kate
- Holmes Herbert - Harry Bryant
- Dorothy Green - Diana Nelson
- Arthur Donaldson - George Collins